# Vitreledonella richardi
Vitreledonella richardi är en bläckfiskart som beskrevs av Louis Joubin 1918. Vitreledonella richardi ingår i släktet Vitreledonella och familjen Vitreledonellidae. Inga underarter finns listade i Catalogue of Life.